# المفرق (بدر)
المفرق قرية سعودية، من قرى محافظة بدر في منطقة المدينة المنورة. تقع غرب المدينة المنورة، وتبعد عنها قرابة 160 كم. سميت بالمفرق لافتراق الطرق المتجهة إلى المدينة ومكة وينبع فيها.